# John Crammond
John Gordon Crammond (Wallasey, Inglaterra, 5 de julho de 1906 — 18 de setembro de 1978) foi um piloto de skeleton britânico. Ele conquistou uma medalha de bronze olímpica em 1948.